# Inter-University Seminar on Armed Forces and Society
Das Inter-University Seminar on Armed Forces and Society (IUS) wurde 1960 durch den Militärsoziologen Morris Janowitz in Chicago, Illinois gegründet und dient der Erforschung militärischer Organisationen.

## Geschichte
Im Jahr 1959 fragte Morris Janowitz bei der Russell Sage Foundation in New York City um finanzielle Unterstützung für sein Anliegen zur Institutionalisierung der Militärsoziologie an. Wenngleich es zum damaligen Zeitpunkt unmöglich schien, eine universitäre Einrichtung als Partner zu gewinnen, wuchs in der Soziologie das Interesse an der Erforschung des Militärs. Nachdem die Stiftung einen geringen Förderungsbetrag zusicherte, traf sich das nun entstandene Seminar von nicht mehr als zwölf Personen 1961 zu seiner ersten Tagung in Ann Arbor, Michigan. Bereits 1967 betrug die Anzahl der Wissenschaftler mehr als 60 und 1972 über 250; 1981 erreichte die Mitgliederzahl nahezu 1.000. Janowitz arbeitete in den folgenden Jahren eng mit der International Sociological Association zusammen, organisierte internationale Konferenzen und brachte mehrere Buchpublikationen auf den Weg. 1974 wurde dann die wissenschaftliche Zeitschrift Armed Forces & Society gegründet. In den 1970er Jahren kam es zu einer intensiven Förderung durch die Ford Foundation. Auch die United States Air Force und andere staatliche Organisationen unterstützten das Seminar projektbezogen. Nicht immer unkritisch mit verteidigungspolitischen Entscheidungen u. a. während des Vietnamkrieges, glaubte Janowitz durch ein wissenschaftliches Fundament und die heterogene, dialogbereite Ausrichtung seiner Organisation einem unerwarteten Militarismus vorbeugen zu können.

## Zweck und Organisation
IUS ist ein weltweiter Pionier auf seinem Gebiet, fokussiert jedoch primär auf die Situation in den Vereinigten Staaten. Trotzdem ist IUS international und interdisziplinär (Anthropologie, Geschichte, Internationale Beziehungen, Politikwissenschaft, Psychiatrie, Psychologie, Rechtswissenschaft, Sozialarbeit, Soziologie und Wirtschaftswissenschaft) ausgerichtet und vereint in seinem Anliegen unterschiedliche Wissenschaftler, Studenten und Offiziere. Das Seminar gilt als „invisible college“ mit mehr als 600 Fellows in über 35 Ländern.
Seinen Sitz hat IUS am Department of Political Science der Loyola University Chicago. Die zweijährlichen Konferenzen werden im Hotel Palmer House Hilton abgehalten. Als offizielles Organ fungiert die einflussreiche Zeitschrift Armed Forces & Society.
Seit 2013 ist James Burk (Texas A&M University) Präsident und Chairman, die Geschäftsführung hat Robert A. Vitas inne.

## Ehemalige Präsidenten und Vorsitzende
- 1960–1982: Morris Janowitz, University of Chicago
- 1982–1989: Sam C. Sarkesian, Loyola University Chicago
- 1989–1995 / 1989–1997 (Chair): Charles C. Moskos, Northwestern University
- 1995–2003 / 1997–2003 (Chair): David R. Segal, University of Maryland, College Park
- 2003–2013: John Allen Williams, Loyola University Chicago

## Mitglieder im Council
Dem Council gehören bis 2016 folgende Mitglieder an:
- Alexander A. Belkin, Council on Foreign and Defense Policy
- James Burk, Texas A&M University
- Christopher Dandeker, King’s College London
- Cathy Downes, IRM College, National Defense University
- Reuven Gal, National Security Council, Israel
- Lindy Heinecken, South African Military Academy
- Terence Lee, Nationaluniversität Singapur
- Laura L. Miller, RAND Corporation
- Brenda L. Moore, University of Buffalo
- David Rohall, Western Illinois University
- William P. Ruger, Texas State University
- Marybeth Peterson Ulrich, United States Army War College

## Regionalgruppen
IUS hat mehrere aktive Regionalgruppen, die teilweise mit der United States Air Force Academy kooperieren:
- DC Region (Chair: Bob Goldich)
- Canada Region (Chair: Alan C. Okros)
- Rocky Mountain Region (Chair: Lou Perret)

## Morris Janowitz Career Achievement Award
Das Inter-University Seminar on Armed Forces and Society vergibt zu ihren seines Gründungspräsidenten seit 2005 zweijährlich einen Morris Janowitz Career Achievement Award, der bisher an folgende Militärsoziologen (auch ehemalige Präsidenten) ging:
- 2005: Charles C. Moskos, Sam C. Sarkesian
- 2007: Mosche Lissak, David R. Segal
- 2009: Bernard Boëne, James Burk
- 2011: Christopher Dandeker, Mady Wechsler Segal
- 2013: Reuven Gal, John Allen Williams
- 2015: Don M. Snider, Joseph Soeters
- 2017: Rene Moelker, Patricia Shield
- 2019: Wilbur Scott, Michel Louis Martin
- 2021: Yagil Levy, Peter Feaver
- 2023: Brenda L. Moore, Pascal Vennesson